# به سیم آخر زدن تری پرچت
به سیم آخر زدن تری پرچت (انگلیسی: Terry Pratchett's Going Postal) یک تله‌فیلم دو قسمتی بریتانیایی و اقتباسی از رمانِ «به سیم آخر زدن» تری پرچت است که در سال ۲۰۱۰ از شبکهٔ اسکای۱ پخش شد.

## بازیگران
- ریچارد کویل
- دیوید سوشی
- چارلز دنس
- کلر فوی
- نیکلاس فارل
- جیمی یوئیل
- استیو پمبرتون
- اندرو ساکس
- تمسین گریگ
- اینگری بولسه بردال
- آدریان شیلر
- تیموتی وست
- تری پرچت